# La notte dell'agguato
 La notte dell'agguato (The Stalking Moon) è un film western statunitense del 1968, diretto da Robert Mulligan. È ispirato al libro di Theodore Victor Olsen edito in Italia con il titolo Salvaje (The Stalking Moon).

## Trama
Un gruppo di soldati raggiunge e circonda un gruppo di Apache, sorprendentemente quasi tutti donne e bambini, tra i quali una bella donna bianca sui quarant'anni, Sarah Carver, con il giovanissimo figlio, palesemente di padre indiano. La donna vuol partire anziché attendere cinque giorni la scorta militare e il maturo scout Sam Varner accetta di accompagnare i due alla stazione per diligenze di Hennessy: egli sta infatti lasciando l'incarico di esploratore presso l'esercito, per ritirarsi nella sua piccola fattoria nel Nuovo Messico.
Giunti i tre a destinazione, il bambino fugge durante la notte: Sarah e Sam lo inseguono e lo ritrovano, ma sono costretti a ripararsi in un antro a causa di un violento temporale. Al mattino, tornati ad Hennessy, trovano una macabra sorpresa: tutti gli addetti della stazione sono stati uccisi, evidentemente dal padre del bambino, un indiano di nome Katawa (Salvaje nella versione originale, termine che in linguaggio Apache significa "fantasma") [in realtà "salvaje" è parola spagnola che significa "selvaggio"; l'autentico equivalente Apache di "fantasma" sarebbe "gode", lo spirito che tormenta i sogni]. Presso la sua tribù Katawa è noto come killer instancabile, spietato e silenzioso.
Giunge la diligenza e il conducente, vista la carneficina, decide di caricare donna e figlio e ripartire immediatamente, seguito a cavallo da Varner, giungendo infine alla stazione ferroviaria di Silverton. La donna infatti ha un foglio di via governativo che le consentirebbe di viaggiare in treno con il figlio fino a Topeka in Kansas. Ma Varner si rende conto, nonostante la laconicità della donna (tanti anni di vita presso gl'indiani le hanno fatto quasi perdere la conoscenza dell'inglese), che per lei qualunque destinazione è uguale, non avendo più parenti né conoscenti fra i bianchi. La invita quindi con il figlio nel suo ranch del Nuovo Messico, fino ad ora accudito da un anziano fattore, Ned. Sarah svolgerà le faccende domestiche e cucinerà per lui.
Varner, imbarazzato, la invita cautamente con il bambino a stare a tavola e a prendere confidenza con lui, ma Nick, un altro e più giovane scout, anche lui metà indiano, porta a Sam cattive notizie. I due hanno operato insieme per otto anni e sono diventati buoni amici. Nick avverte Sam che Katawa è in arrivo: egli vuole riprendersi il figlio (e probabilmente ammazzare la moglie) ed ha già eliminato, oltre ai residenti della stazione di posta di Hennessy, anche quelli della stazione ferroviaria di Silverton. Il suo arrivo è quindi solo questione di tempo. Nick si ferma al ranch per aiutare Sam e familiarizza con il piccolo. Sam, recatosi in una fattoria di messicani che sta sulla strada che probabilmente seguirà il killer indiano, per avvisarli del pericolo, li trova già tutti morti.
Rientrato precipitosamente al suo ranch, scopre che nel frattempo Katawa è arrivato e si è appena portata via Sarah, quasi sotto gli occhi di Nick. Seguitene le tracce, i due scoprono Sarah un po' malconcia ma viva. Riportatala a casa, vi si asserragliano in attesa di Katawa. La mattina successiva, prima del sorgere del sole, i due uomini escono di casa, Sam palesemente dalla porta principale, Nick, di nascosto, da una finestra sul retro, per cercare Katawa e prenderlo in mezzo, ma l'indiano riesce a far fuori quest'ultimo. Sam corre subito in casa e vi si asserraglia, lasciando però una porta appena accostata e si mette in agguato.
Katawa cade in trappola ed entra in casa nella notte: viene ferito da Sam ma fugge nel bosco, ove riesce a ferire seriamente anche Sam che lo inseguiva. Nel corpo a corpo che ne consegue ha la peggio.

## Recensione
Nel film la tensione è veramente alta: perché quel formidabile guerriero pellerossa (che non si vede mai tranne che all'ultimo minuto) è un antagonista come raramente s'è visto in un film western.

## Distribuzione italiana
Il film viene distribuito in Italia dalla Titanus nel dicembre del 1968, quasi in contemporanea alla distribuzione statunitense. Il doppiaggio viene affidato alla S.A.S., con Gigi Proietti che doppia Gregory Peck.